# Eclipse (album, Amorphis)
Eclipse je sedmi studijski album finske Heavy Metal skupine Amorphis, izdan leta 2006.

## Seznam pesmi
1. Two Moons - 3:24
2. House of Sleep - 4:15
3. Leaves Scar - 3:39
4. Born from Fire - 4:06
5. Under a Soil and Black Stone - 4:12
6. Perkele (The God of Fire) - 3:32
7. The Smoke - 3:38
8. Same Flesh - 4:36
9. Brother Moon - 4:48
10. Empty Opening - 5:47
11. Stone Woman - 3:37